# بابی ساندز
رابرت جرارد ساندز (به انگلیسی: Robert Gerard Sands) مشهور به بابی ساندز (۹ مارس ۱۹۵۴–۵ مه ۱۹۸۱) مبارز ایرلندی و عضو ارتش آزادی‌خواه ایرلند بود. او رهبری اعتصاب غذای سال ۱۹۸۱ زندانیان جمهوری‌خواه ایرلندی را در اعتراض به رعایت نشدن حقوق‌شان برعهده داشت. ساندز پس از ۶۶ روز در اثر اعتصاب درگذشت.
خیابان ضلع غربی سفارت بریتانیا در تهران به منظور تجلیل از او به نام خیابان بابی ساندز نام‌گذاری شده‌است.

## زندگی‌نامه
بابی ساندز در سال ۱۹۵۴ میلادی در شهر بلفاست مرکز ایرلند شمالی در یک خانواده کاتولیک ایرلندی به دنیا آمد. او در ۱۶ سالگی به کار مکانیکی مشغول و عضو اتحادیه کارگری ایرلند شد.
در سال ۱۹۷۲ (که ۱۳ کاتولیک در تظاهرات به دست سربازان انگلیسی کشته شدند) در سن ۱۸ سالگی به ارتش آزادی‌خواه ایرلند پیوست. او همواره خواستار خروج ارتش بریتانیا از شمال ایرلند بود.
وی یک سال بعد به جرم حمل اسلحه دستگیر و به ۵ سال زندان محکوم شد. ۶ ماه پس از آزادی در ۱۹۷۷ دوباره به همین جرم و این بار به ۱۴ سال زندان محکوم شد، ولی به محض ورود به زندان در اعتراض به رفتار دولت از پوشیدن لباس زندانیان امتناع کرد و خواستار این شد که او را به عنوان یک زندانی سیاسی بشناسند نه زندانی جنایی.

## اعتصاب غذا و مرگ
در مارس ۱۹۸۱ بابی ساندز اعتصاب غذای تاریخی خود را با این خواست‌ها آغاز کرد:
- خروج اشغالگران انگلیسی از قسمت شمالی ایرلند
- پوشیدن لباس غیر زندانی
- عدم کار اجباری
- حق اجتماع آزاد زندانیان و مطالعه و آموزش
- حق ملاقات هفتگی، داشتن نامه و بسته
- حق دریافت حکم همانند دیگر زندانیان[۲][۱]

کمی پس از آغاز اعتصاب غذای بابی ساندز، یکی از نمایندگان محلی ایرلندی درگذشت و بابی در حالی که زندانی سیاسی بود، از طرف مردم به جای وی انتخاب شد. دولت بریتانیا حاضر به پذیرش این انتخابات نشد و حتی قانون انتخابات را به نحوی تغییر داد که دیگر زندانیان جمهوری‌خواه نتوانند داوطلب شرکت در آن شوند. دولت وقت بریتانیا حاضر به پذیرش خواست‌های بابی ساندز و دیگر زندانیان جمهوری‌خواه نشد.
کلیسا خواهان دست کشیدن از اعتصاب شد. ساندز در پاسخ از کلیسا خواست از «دولت انگلیس بخواهید که دست از سر ما بردارد. به دولت انگلیس فشار بیاورید.»

### مرگ
سرانجام بابی ساندز پس از ۶۶ روز اعتصاب غذا در سن بیست و هفت سالگی در ۵ می ۱۹۸۱ در زندان بلفاست درگذشت. گزارش اصلی پزشکی قانونی مرگ او را «خودکشی» و ناشی از «گرسنگی خودتحمیلی» اعلام کرد که بعداً با اعتراض خانواده‌های اعتصاب‌کنندگان علت را به «گرسنگی» تغییر داد.

#### واکنش‌ها

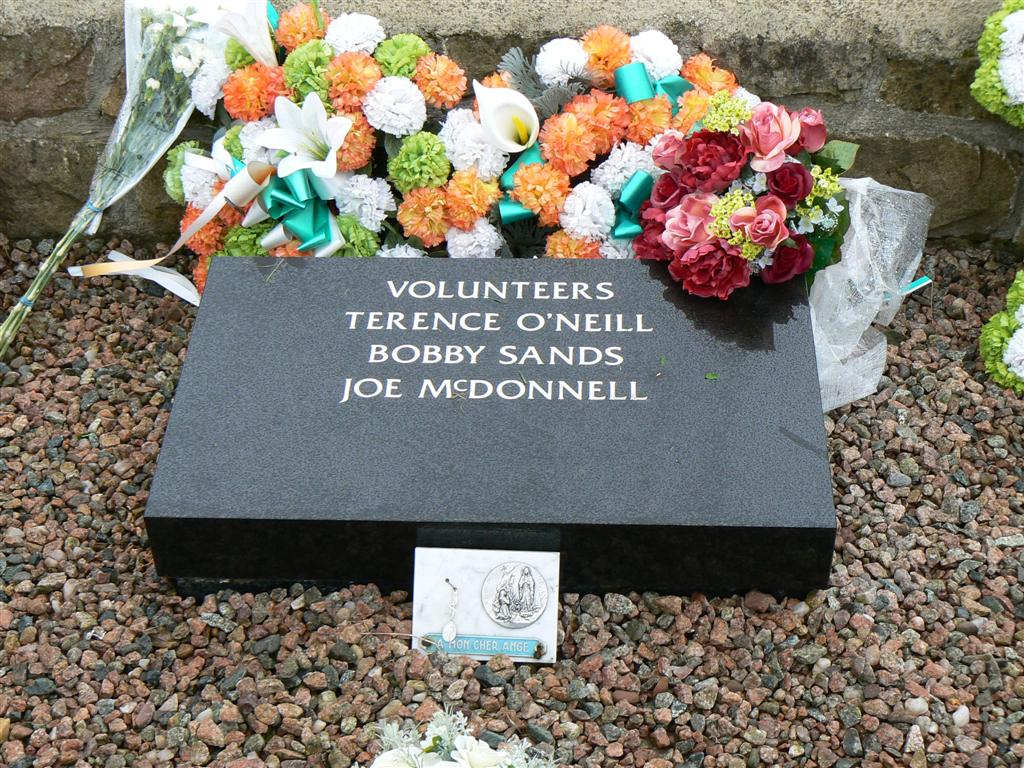
قبر بابی ساندز در گورستان میلتاون

چند مبارز دیگر ایرلندی علیه سیاست‌های دولت محافظه‌کار مارگارت تاچر دست به اعتصاب غذا زدند و ده نفرشان در این راه جان خود را از دست دادند. روندی که سرانجام با پادرمیانی کلیسا متوقف شد و اعتصاب غذای زندانیان پایان یافت.
سیاستمداران انگلیسی هر یک موضعی متفاوت دربارهٔ مرگ او اتخاذ کردند. همفری اتکینز وزیر وقت ایرلند شمالی در کابینهٔ انگلیس گفت «این قبیل اعمال بی‌مورد یک جنبهٔ خودآزاری بیهوده دارد و امید من آن است که مردم ایرلند شمالی به عبث بودن این خشونت‌ها واقف شوند و از آن روی برگردانند.» جیمی هاپکینز عضو حزب حاکم محافظه‌کار نیز طی نطقی در پارلمان تأکید کرد که «برای دولت انگلیس، بابی ساندز عضو ارتش سری ایرلند یک جنایتکار است!». چارلز هاوی نخست‌وزیر جمهوری ایرلند طی اعلامیه‌ای از مرگ بابی ساندز ابراز تاسف کرد و آن را «فاجعه دیگری در رشته فجایعی که در ایرلند صورت می‌گیرد» خواند. وزارت خارجه آمریکا اعلام کرد که از مرگ بابی ساندز عضو ارتش سری جمهوری‌خواه ایرلند که در نتیجه اعتصاب غذا جان خود را از دست داد، بسیار متأسف است و پیفلین دبیرکل سندیکای خدمات عمومی دوبلین طی مصاحبه‌ای اوج‌گیری بحران ایرلند شمالی را نتیجهٔ «سیاست اختناق‌آمیز دولت بریتانیا» توصیف کرد.
گروه زیادی از جوانان با شنیدن خبر مرگ ساندز به خیابان‌های بلفاست ریختند، در خیابان‌ها سنگر بسته و با پلیس درگیر شدند. همزمان با این واکنش‌ها، صدها تن از مردم در مقابل دفتر شرکت هواپیمایی بریتانیا در نیویورک به حمایت از اعضای زندانی ارتش جمهوری‌خواه ایرلند دست به تظاهرات زدند و خواستار خروج فوری ارتش بریتانیا از خاک ایرلند شدند.
ابوالحسن بنی‌صدر رئیس‌جمهور وقت جمهوری اسلامی ایران در نامه‌ای به خانواده ساندز تسلیت گفت. دولت ایران همچنین خواهان حضور نماینده‌ای در مراسم خاکسپاری ساندز شد اما این درخواست با عدم صدور ویزا از سوی بریتانیا، محقق نشد. شورای نامگذاری شهر تهران در ۱۳۶۰ خیابان ضلع غربی سفارت انگلیس را به منظور تجلیل از جانباز چریک مبارز ارتش جمهوری‌خواه ایرلند از خیابان محمد همایون به نام خیابان بابی ساندز نام‌گذاری کرد و نام محمد همایون برای خیابان زمرد واقع در شرق حسینیه ارشاد برگزیده شد. این کار موجب شد سفارت انگلیس برای دوری‌گزیدن از ذکر نام بابی ساندز در نامه‌نگاری‌ها در اصلی سفارت را ببندد و دری دیگر را که به خیابان فردوسی باز می‌شود، محل اصلی ورود و خروج قرار دهد.